# شهرستان خوشاب
شهرستان خوشاب یکی از شهرستان‌های شمال غربی استان خراسان رضوی است. مرکز این شهرستان، شهر سلطان‌آباد است. این شهرستان در سال ۱۳۸۹ از شهرستان سبزوار جدا و مستقل شده‌است.

## موقعیت جغرافیایی
شهرستان خوشاب با وسعتی بالغ بر ۱۸۸۶ کیلومتر مربع در غرب استان خراسان رضوی بین ۳۶ درجه و ۲۰ دقیقه تا ۳۶ درجه و ۵۰ دقیقه عرض جغرافیایی و ۵۷ درجه و ۴۲ دقیقه تا ۵۸ درجه و ۵۱ دقیقه طول جغرافیایی و همچنین شهر سلطان‌آباد مرکز شهرستان در ۳۶ درجه و ۲۴ دقیقه عرض جغرافیایی و ۵۸ درجه و ۲ دقیقه طول جغرافیایی قرار گرفته که از سمت جنوب به شهرستان سبزوار، از سمت شمال به شهرستان اسفراین و شهرستان فاروج، از سمت شرق به شهرستان فیروزه و شهرستان نیشابور و از سمت غرب به شهرستان جوین محدود می‌شود. در جنوب شهرستان ارتفاعات طبس قرار دارد که شامل کوه‌های سلیمانیه، کوه سیاه آب، کوه سیاه، کوه سفید، کوه زول و کوه سوراخدار می‌شود. ادامه این ارتفاعات به کوه‌های جغتای می‌رسد. در جنوب شرقی شهرستان کوه گوین و ارتفاعات امامزاده حیدر و در شمال منطقه، کوه ینگ، ارتفاعات مشکان و مارکوه در دره یام قرار دارد. قله قوچ خوار با ۲۰۸۴ متر ارتفاع از سطح دریا مرتفع‌ترین نقطهو ایستگاه راه‌آهن سبزوار در نزدیکی شهر سلطان‌آباد با ۱۱۳۵ متر ارتفاع از سطح دریا پست‌ترین نقطه شهرستان است.

## موقعیت ارتباطی
این شهرستان از موقعیت استراتژیکی برخوردار بوده و محور بین‌المللی آسیای میانه به آسیای صغیر و اروپا از این شهرستان عبور می‌کند. همچنین در گذشته جاده تهران - مشهد از این شهرستان عبور می‌کرده‌است. در حوزه ریلی دو ایستگاه راه‌آهن سبزوار و بیهق در این شهرستان قرار دارند.

## تقسیمات کشوری
از نظر تقسیمات کشوری، خوشاب تا سال ۱۳۶۸ از توابع بخش مرکزی شهرستان سبزوار محسوب می‌شد، در این سال بخش خوشاب تأسیس و در ۲۸ اردیبهشت سال ۱۳۸۹ در راستای عزم دولت برای محرومیت زدایی، طبق مصوبه هیئت وزیران به شهرستان ارتقا پیدا کرد.
این شهرستان از بخش‌های مرکزی به مرکزیت شهر سلطان‌آباد، بخش مشکان به مرکزیت شهر مشکان و بخش نوده انقلاب به مرکزیت شهر نوده انقلاب تشکیل شده‌است.
- بخش مرکزی

بخشدار مرکزی: شهاب الدین نورمحمدی
- دهستان رباط‌جز
- دهستان سلطان‌آباد

شهرها: سلطان‌آباد
- بخش مشکان

بخشدار مشکان: خلیلی
- دهستان مشکان
- دهستان یام

شهرها: مشکان
- بخش نوده انقلاب

بخشدار نوده انقلاب: عباسی
- دهستان نوده انقلاب
- دهستان طبس

شهرها: نوده انقلاب

## پیشینه اساطیری
بر اساس وجه تسمیهٔ به جا مانده بر روستاهای این شهرستان نظیر روستای  کیخسرو پیشینهٔ اساطیری آن به دوره کیانیان می‌رسد که پیش از سلاله اشکانیان در ایران پادشاهی می‌کردند. در اوستا از هشت تن افراد این سلسله یاد شده که کیخسرو از جملهٔ این نام‌ها است.

## پیشینه باستان‌شناسی
براساس بقایای بجا مانده از حرکت فرهنگی انسان‌ها مستند به بررسی سطح الارض به روش پیمایشی پیشینه باستانی محل به هزاره دوم و اول قبل از میلاد می‌رسد. همچنین آثاری از دوره ساسانیان از جمله آتشکده میر مظفر در این منطقه وجود دارد که نشان از قدمت این منطقه است.

## پیشینه دوران اسلامی
خوشاب همچون دیگر شهرهای خراسان سال ۲۹ تا ۳۰هجری قمری قبول اسلام کرد سبزوار و نیشابور در سال ۳۰هجری به تصرف مسلمین درآمد و در آن سال عبدالله بن عامر کریز که مأمور تسخیر خراسان بود به بیهق آمد و پس از تصرف آن منطقه اسود بن کلثوم عدوی را از دوران طاهریان تا قاجاریه حاکم بیهق نمود. در دوران اسلامی و بعد از آن، خوشاب یکی از حوزه‌های پر رونق در منطقه قدیمی و آباد بیهق بوده‌است.

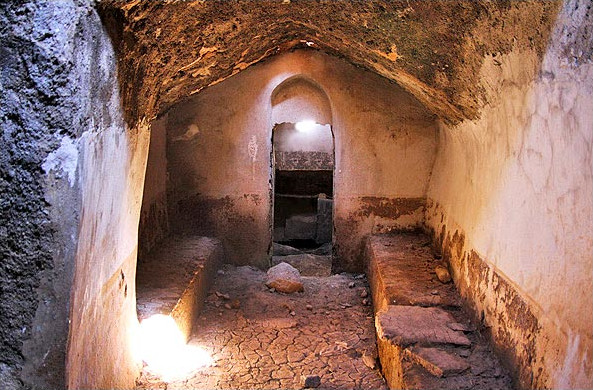
سردابه‌های مجموعه بابا لنگر

## اماکن تاریخی، آثار باستانی و جهانگردی

### جاذبه‌های طبیعی

#### طبیعت روستای داراب
این روستای کوهپایه ای در ۵۶ کیلومتری شمال شهر سلطان‌آباد و بر دامنه ارتفاعات قرار دارد. داراب به دلیل قرار گرفتن در انتهای دره یام و در کنار رودخانه نشیب مناظری زیبا، سرسبز و دل نشینی را پیش روی گردشگران قرار داده‌است.

#### مناظر طبیعی روستای نشیب
این روستا در فاصله ۶۲ کیلومتری شمال شهر سلطان‌آباد واقع گردیده و به دلیل استقرار در انتهای دره یام و در کنار رودخانه نشیب طبیعت سرسبز و فرح بخشی دارد.

#### رودخانه نشیب
این رودخانه با طبیعتی زیبا، به طول ۱۲ کیلومتر در شمال شهرستان واقع گردیده‌است. سرچشمه آن در شهرستان فاروج است و در تمام فصول آب دارد. گستردگی عرض دره این رودخانه (۲ کیلومتر) و آبدهی آن در طول سال بر قابلیت‌های طبیعی آن افزوده و ظرفیت پذیرش گردشگر را به ۹۵۰۰ نفر در روز افزایش داده‌است. این رود زیبا قبل از رسیدن به روستای داراب با دو ریزابهٔ باختری کوچک که در دامنه‌های شمالی و جنوبی کوه قوچ خوار جریان دارند، مخلوط می‌شود و پس از سیراب ساختن روستای داراب به روستاهای کاهان، بسک، سیمان و عباس‌آباد می‌رسد. در جنوب روستای اخیر با دو ریزآبهٔ خاوری که از کوه ماهرخ سرچشمه گرفته‌اند در هم می‌آمیزد و به سوی روستای دیوانگاه و یام و گل گنبد روان می‌شود و در ۲ کیلومتری جنوب غربی روستای اخیر به کال شور جوین می‌ریزد.

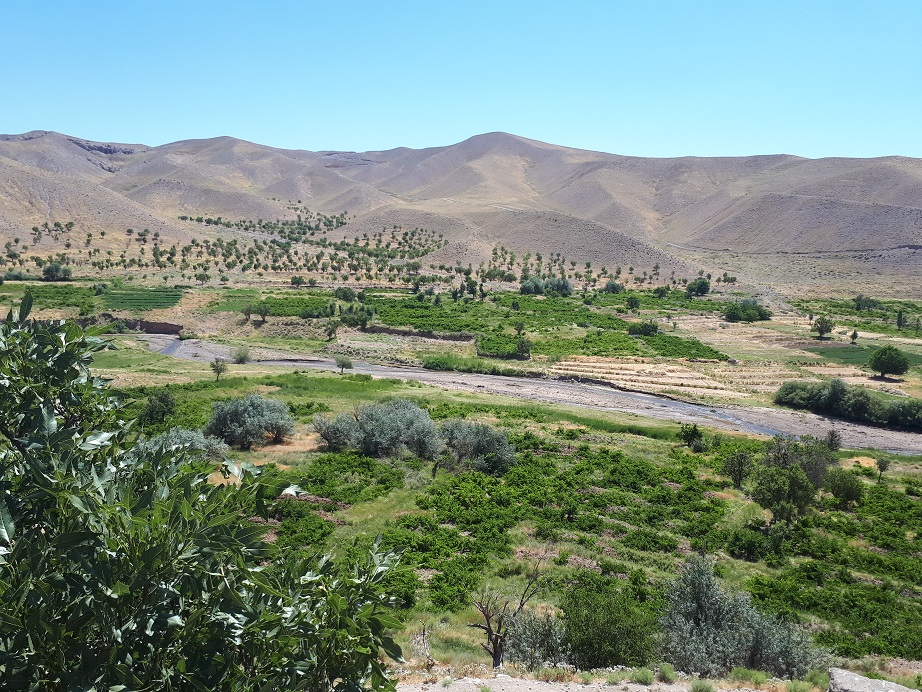
رودخانه نشیب

#### سد کیخسرو
سد کیخسرو در ۳ کیلومتری جنوب روستای  کیخسرو واقع گردیده‌است. کنترل سیلاب‌های فصلی رودخانه کیخسرو، بالا بردن قدرت تنظیم آب برای مصارف کشاورزی، کمک به طرح‌های کشاورزی در منطقه و ایجاد مرکز گردشگری از اهداف ایجاد این سد بوده‌است. دسترسی به این سد از طریق جاده راه‌آهن امکان‌پذیر است.

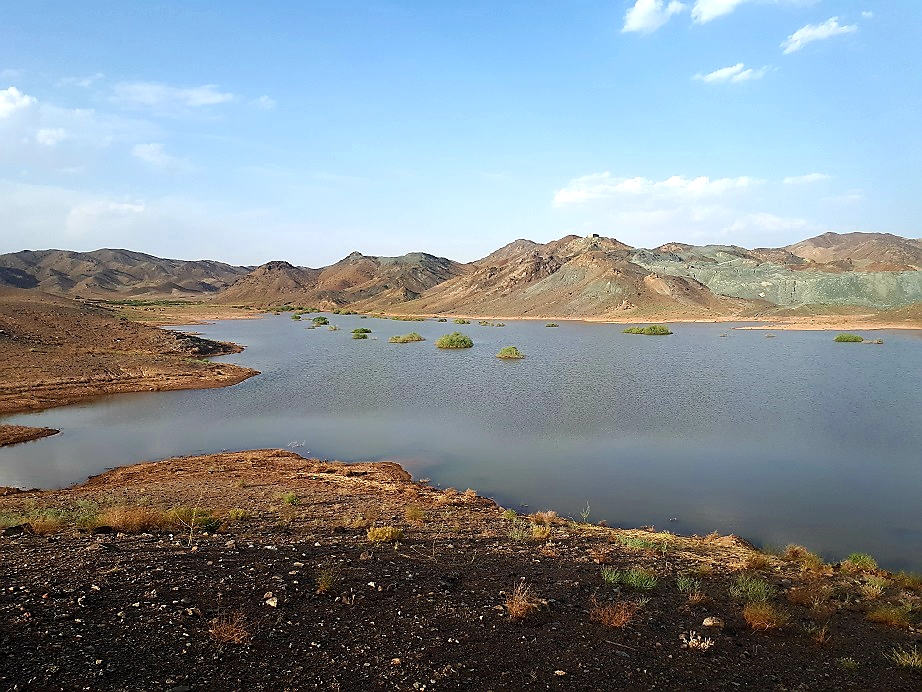
سد کیخسرو

#### دره یام
این دره در شمال شهرستان خوشاب و از ۴۰ کیلومتری شهر سلطان‌آباد شروع شده و تا ۷۰ کیلومتری شمال شهر ادامه دارد. این دره به سبب جاری بودن رودخانه دائمی نشیب در آن از نقاط سرسبز خوشاب به‌شمار می‌آید.

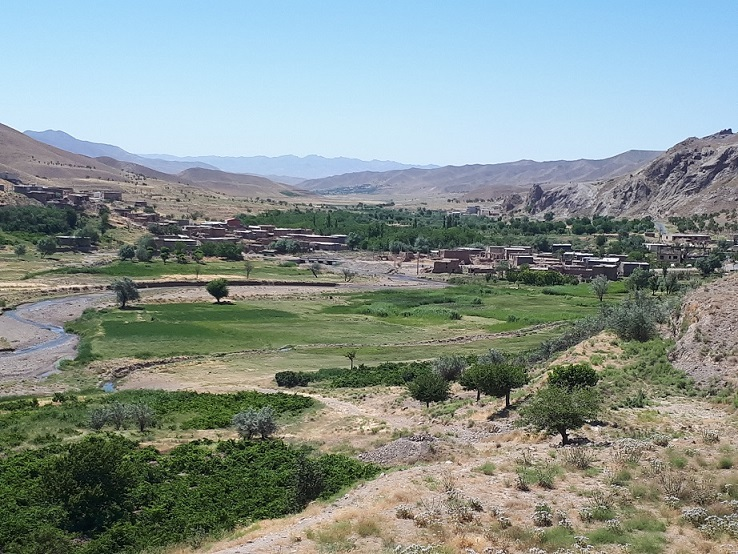
طبیعت کاهان بالا و پایین در دره یام

#### رودخانه کیخسرو
رودخانه کیخسرو معروف به رودخانه دهانه کیخسرو در ۲ کیلومتری جنوب روستای  کیخسرو و دره دهانه کیخسرو واقع گردیده‌است. رودخانه کیخسرو یک رودخانه دایمی می‌باشد که در مسیر خود زمین‌های کشاورزی را آبیاری می‌نماید. این رودخانه منبع اصلی تأمین آب سد کیخسرو می‌باشد. دسترسی به این رودخانه از طریق جاده راه‌آهن امکان‌پذیر است.

#### غار اژدهای رودسراب
این غار در ارتفاع ۱۶۰۰ متری در دامنه جنوب غربی کوه سفید دهستان طبس و در فاصله ۲ کیلومتری جنوب روستای رودسراب واقع شده‌است. ورودی اولیه این غار ۲۰/۴ در ۳۰/۴ می‌باشد که بلافاصله به مدخل اصلی به ابعاد ۵۰/۱ در ۳۰/۱ متر می‌رسیم. طول راهروی اصلی ۱۵ متر است که در انتها به یک دهلیز فرعی به ارتفاع ۵/۰ و عرض ۷/۰ متر با تمایل به سمت جنوب شرقی منتهی می‌گردد. به دلیل قرار گرفتن نامتوازن یک برجستگی سنگی در اطراف دهانه این مدخل ورود به آن بسیار مشکل است. این غار از نوع گسلی بوده و کف آن از خاک رسوبی پوشیده شده و با توجه به قرارگرفتن غار در دامنه کم شیب کوه، دسترسی به آن بسیار آسان و علاقه‌مندان به راحتی قادر به بازدید از این محل می‌باشند.

#### غار دیو عنابستان
این غار در ارتفاع ۱۵۰۰ متری دامنه جنوبی کوه زوله در فاصله ۲ کیلومتری جنوب غربی روستای عنابستان واقع شده‌است. مدخل ورودی غار، دهانه ای به ابعاد ۲۰/۱ در ۵۰/۱ متر می‌باشد که به سمت جنوب شرقی تمایل دارد. در ابتدای غار یک راهرو به ارتفاع ۲ متر و طول ۱۷ متر دیده می‌شود که در انتها به یک دهلیز باریک به ابعاد ۵۰ در ۴۰ سانتیمتر ختم می‌شود. با ورود به این بخش از غار به صورت سینه خیز راهروی دیگری نمایان می‌گردد که در جهت غرب به شرق انشعاب داشته وسپس به یک تالار نسبتاً بزرگ به ارتفاع ۴ متر می‌رسد. این غار از نوع آهکی بوده و آثار انحلال در همه بخشها به خصوص در دهانه ورودی غار به چشم می‌خورد. دهانه اصلی به دلیل ورود جریان آب ناشی از ذوب برف در قله کوه زوله به داخل مجرایی که در حکم یک آبراهه عمل می‌کرده ایجاد شده‌است. رسیدن به غار مستلزم یک ساعت دامنه نوردی از نوع سخت در ضلع جنوبی کوه زوله می‌باشد.

#### بیشه سیدآباد
این عرصه طبیعی در ۱۰ کیلومتری شرق شهر سلطان‌آباد واقع گردیده و به دلیل قرارگرفتن در ارتفاعات جنوبی روستای سیدآباد به بیشه سیدآباد معروف است.

#### دره شقایق کیخسرو
دره سرسبز شقایق (واویلا) همراه با چشم‌انداز زیبا از کوه دو برادر در ۴ کیلومتری جنوب غرب روستای کیخسرو واقع شده‌است.

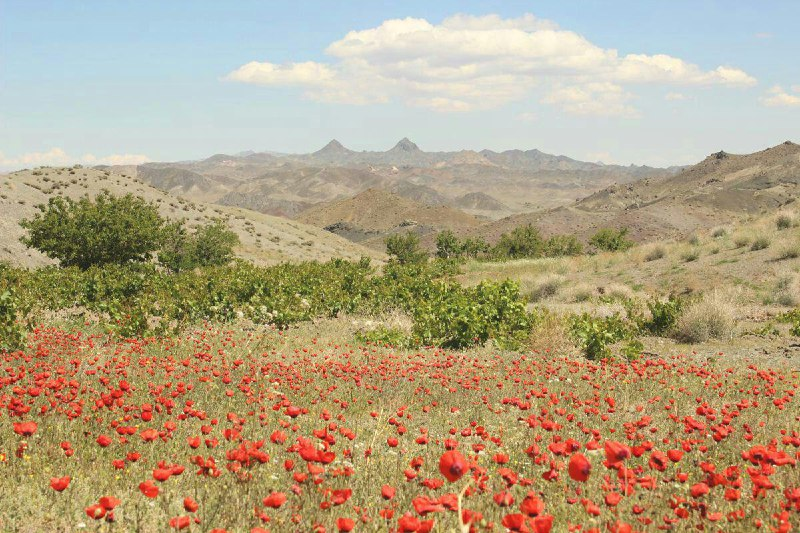
دره شقایق کیخسرو با دورنمایی از کوه دو برادر کیخسرو

#### آبشار نورآباد
آبشار زیبای نورآباد در فاصله ۱۸ کیلومتری شهر سلطان‌آباد و در جنوب روستای نورآباد قرار دارد.

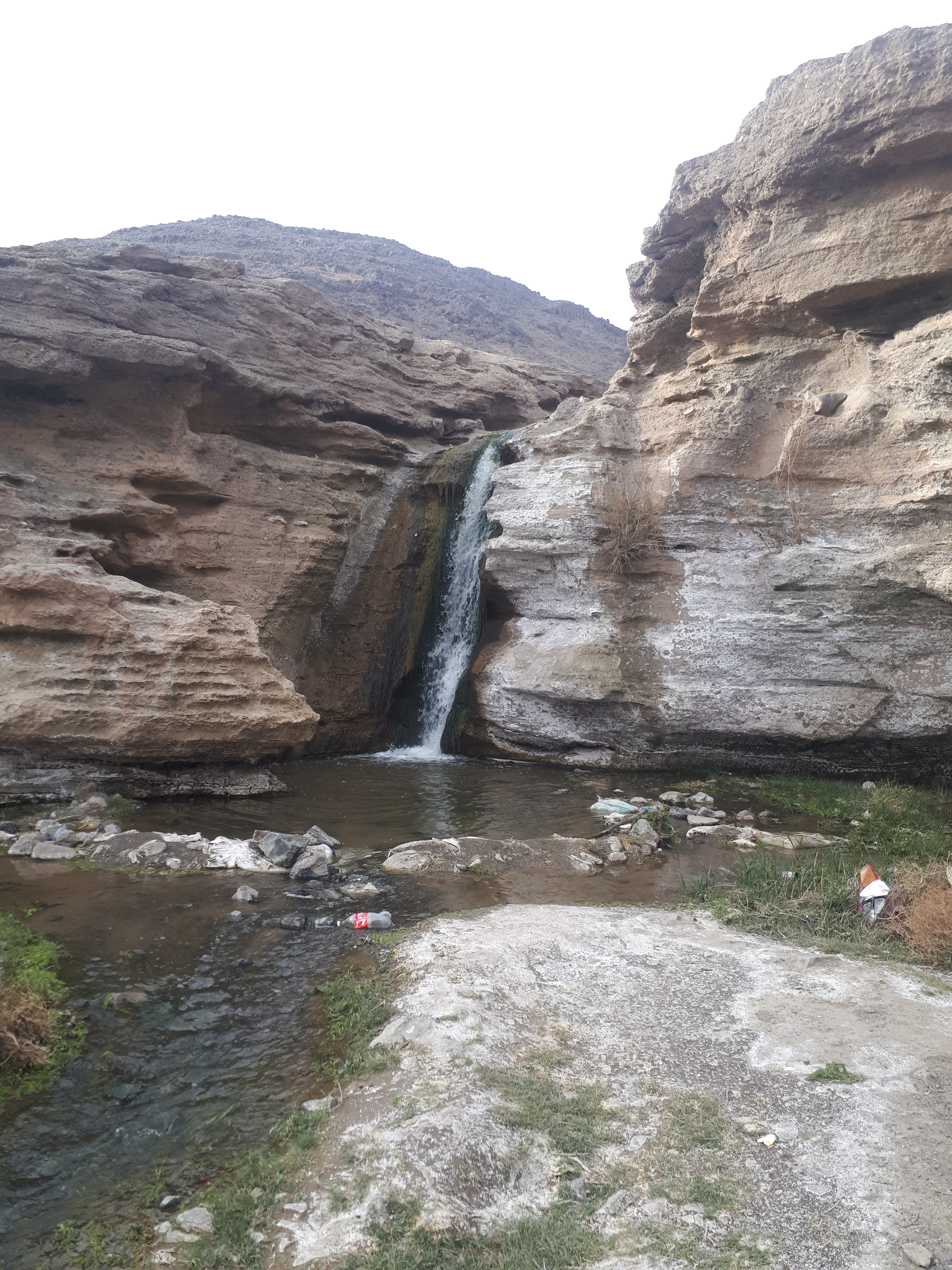
آبشار نورآباد

#### روستا و کوهسار دُرُفک
این روستا که در فاصله ۳۵ کیلومتری غرب مرکز شهرستان خوشاب واقع گردیده دارای دو قسمت علیا و سفلی بوده و در امتداد رشته کوه البرز قرار دارد. طبیعت زیبا و رشته کوه‌های متعدد، منطقه درفک را به مکانی برای صعود کوهنوردان و علاقه‌مندان به طبیعت تبدیل نموده‌است.

#### ارتفاعات گردشگری امام زاده حیدر
این ارتفاعات با جاذبه‌های طبیعی و بنای امام زاده بر فراز آن و مشرف به روستای طالبی واقع گردیده‌است.

## صنایع دستی و سوغات
از جمله هنرهای سنتی این شهرستان، منبت کاری، بافت قالی و گلیم، گلدوزی و … بوده و محصولاتی از جمله گردو و بادام، انواع برگه زرد آلو و کشمش، تخمه هندوانه، و گیاهان دارویی مانند آویشن، خربزه مشکان، پسته رباط جز و انگور دیمه  کیخسرو و علیک و روغن زرد گوسفندی روستای کیخسرو سوغات محلی این شهرستان به حساب می‌آیند. بلغور، جوش پره، آش، نان محلی و غیره از غذاهای محلی این شهرستان محسوب می‌شوند.

## زبان و مذهب
زبان حدود ۸۰٪ اهالی این شهرستان ترکی خراسانی و پس از آن فارسی خراسانی با حدود ۱۵٪ می‌باشد. با وجود این، اقلیتی از مردم این شهرستان (حدود ۵٪)، به زبان‌بلوچی صحبت می‌کنند. مذهب مردم شهرستان خوشاب شیعه است. کرد زبانان این شهرستان عمدتاً در شهر مشکان  و بلوچ زبانان عمدتاً در شهر مشکان سکونت دارند. شهر مشکان تنها مکان در غرب خراسان رضوی است که چهار زبان ترکی خراسانی، فارسی خراسانی، کردی کرمانجی و بلوچی در آن رواج دارد. اهالی شهرستان خوشاب شیعه مذهب هستند.

## قومیت‌شناسی
براساس گزارش ارائه شده از سوی اداره کل میراث فرهنگی صنایع دستی و گردشگری استان خراسان رضوی ترکیب قومیتی شهرستان خوشاب به شرح ذیل است:
۸۰٪ درصد ترک، ۱۵٪ درصد فارس و
۵٪ درصد بلوچ.

## صنایع
شهرستان خوشاب از قطب‌های صنعتی غرب خراسان رضوی است. در این شهرستان مراکز صنعتی مهمی نظیر شهرک صنعتی خوشاب، شهرک صنعتی نوده انقلاب، کارخانه الماس کویر خوشاب، کارخانه سیمان فرجاد سبزوار، کارخانه بسته‌بندی و فرآوری پسته و چندین کارگاه تجاری و صنعتی دیگر استقرار یافته‌است.

## جمعیت
بنابر سرشماری مرکز آمار ایران، جمعیت شهرستان خوشاب در سال ۱۳۹۵ برابر با ۳۷۱۸۱ نفر بوده‌است.